# Осташково
Оста́шково (рос. Осташково) — присілок у складі Митищинського міського округу Московської області, Росія.

## Населення
Населення — 84 особи (2010; 100 у 2002).
Національний склад (станом на 2002 рік):
- росіяни — 98 %